# Журавлёв, Алексей Диомидович
Алексей Диомидович Журавлёв (8 августа 1913, село Могойтуй, Читинская область — 2 ноября 1942, река Казыр, Красноярский край, СССР) — советский учёный, инженер, изыскатель, сотрудник А. М. Кошурникова.

## Биография
Родился в семье учителей. После окончания семилетней школы в Чите учился в техникуме путей сообщения на ст. Иннокентьевская. В 1931 году по окончании учебы два года преподаёт там же и одновременно руководит геодезической практикой.
С 1933 по 1938 год Журавлев учится в Новосибирском институте инженеров железнодорожного транспорта, по окончании которого был направлен в Сибтранспроект, где работает старшим инженером в отделе гражданского строительства и одновременно овладевает специальностью инженера-изыскателя.

### Гибель
В 1942 году во время экспедиции, руководимой Кошурниковым, включавшей трёх человек (Константин Стофато, Александр Кошурников и сам Журавлев), погиб при проведении изысканий для строительства будущей железной дороги Абакан — Тайшет. Обстоятельства гибели экспедиции удалось восстановить год спустя — 4 октября 1943 года рыбак посёлка Нижне-Казырский Иннокентий Степанов нашёл останки Кошурникова и его дневник:
«3 ноября. Вторник. Пишу вероятно последний раз. Замерзаю. Вчера 2/XI произошла катастрофа. Погибли Костя и Алёша. Плот задёрнуло под лёд и Костя сразу ушёл вместе с плотом. Алёша выскочил на лёд и полз метров 25 по льду с водой. К берегу пробиться помог я ему, но на берег вытащить не мог, так он и закоченел наполовину в воде. Я иду пешком. Очень тяжело. Голодный, мокрый, без огня и без пищи. Вероятно, сегодня замёрзну.»
Гибель экспедиции предопределил её запоздалый выход на маршрут, ограниченный запас продовольствия, и другие объективные и субъективные причины.

## Награды
Указом Президиума Верховного Совета СССР от 12 апреля 1966 года сотрудники Новосибирского проектного института «Сибгипротранс» были посмертно награждены: Александр Михайлович Кошурников - орденом Ленина, Константин Аристидович Стофато и Алексей Диомидович Журавлев - орденами Трудового Красного Знамени.

## Память

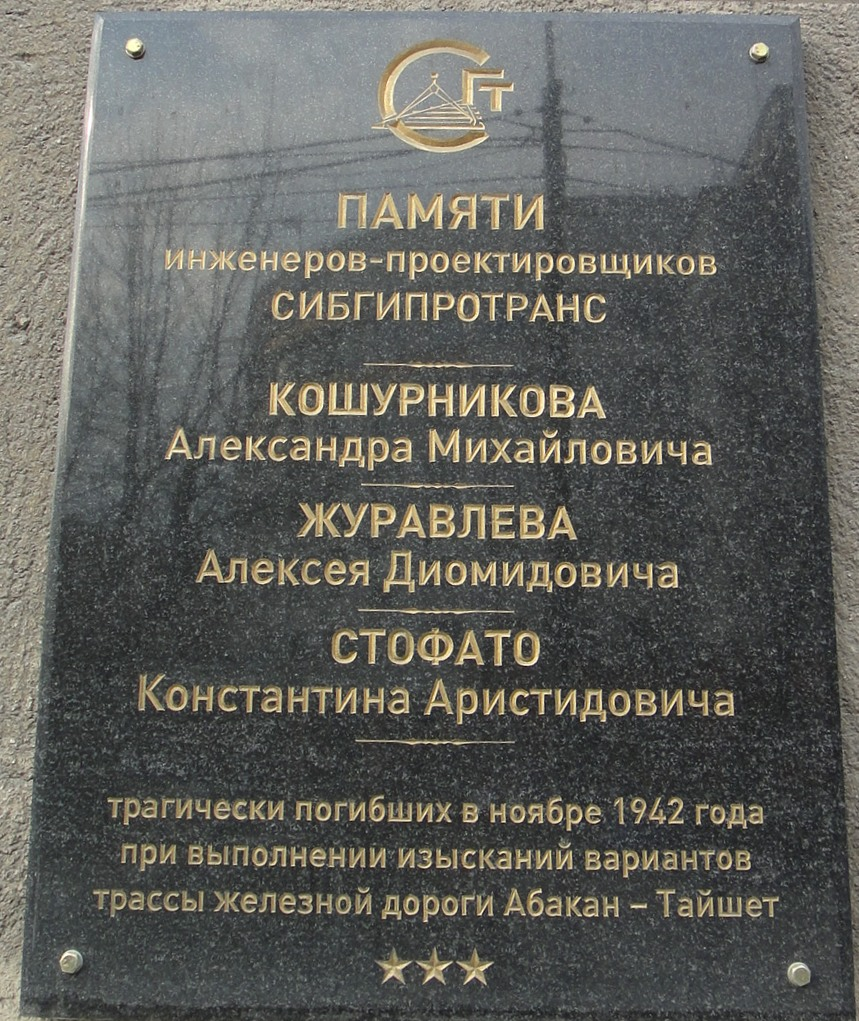
Мемориальная доска на фасаде проектного института Сибгипротранс в Новосибирске

В память о каждом из изыскателей группы Кошурникова названы населённые пункты Стофато (581 км), Кошурниково (564 км), Журавлево (545 км), возникшие при строительстве дороги Абакан—Тайшет и находящиеся в этих пунктах станции.
В посёлке Кошурниково возведён мемориал А. М. Кошурникову и памятник А. Стофато и А. Журавлеву, а в средней школе № 22 этого же посёлка есть небольшой народный музей памяти первых изыскателей дороги. Также именем Журавлева названы улицы в Абакане, Черногорске, Новосибирске, Белом Яре, Чите.
У реки Казыр стоит памятник участникам экспедиции — серебристые рельсы, устремлённые в небо.

## В культуре и искусстве
Повесть «Серебряные рельсы» Чивилихина, ряд других произведений, включая спектакль, песни.